# Ricardo de Salerno
Ricardo de Salerno ou Ricardo de Hauteville, de Altavila (c.1045-1114) foi um nobre da família Altavila do sul da Itália, participante da Primeira Cruzada e governador do Condado de Edessa, sob a regência de Tancredo da Galileia em nome do conde Balduíno II, de 1104 a 1108.

Mapa do sul da Itália em 1112

Filho do conde normando Drogo de Altavila com a princesa lombarda Altrude de Salerno, era sobrinho de Roberto Guiscardo e Rogério I da Sicília. Aquando da morte do seu pai em 1051, era ainda demasiado novo para o suceder, e assim o seu tio Onofre de Altavila foi eleito conde da Apúlia e Calábria no seu lugar.
Quando Onofre morreu, as pretensões dos seus primos Abelardo e Herman foram frustradas por Guiscardo. Abelardo rebelou-se, exigindo a sua herança, e Ricardo de Salerno aliou-se aos seus tios Rogério e Roberto. Ao lado do primeiro participou de algumas batalhas na conquista da Sicília, e esteve junto ao segundo na conquista de Bari em Abril de 1071, lutando contra os seus primos e aliados destes entre 1078 e 1080, quando Abelardo morreu. O seu apoio seria recompensado quando foi confirmado conde de Castellaneta, Oria e Mottola por Rogério I da Sicília.
Em 1097 Ricardo juntou-se aos seus primos Boemundo de Taranto e Tancredo de Altavila na Primeira Cruzada. Ricardo e Tancredo evidenciaram-se por serem dos poucos cruzados que sabiam falar a língua árabe, que terão aprendido durante o conflito na Sicília, território que tinha uma forte presença árabe.

Mapa dos estados cruzados do Levante entre a Primeira e a Segunda Cruzada. É possível ver o Condado de Edessa atravessado pelo rio Eufrates, com Turbessel a oeste e Edessa a leste, assinalada por uma estrela.

Segundo a princesa e cronista bizantina Ana Comnena, quando Ricardo atravessou o mar Adriático, o seu navio foi atacado e aprisionado por uma frota do Império Bizantino, que pensou tratar-se de um pirata. Libertado pouco depois, juntou-se ao exército cruzado que atravessava a Bulgária e a Hungria. Juntamente com Tancredo, Ricardo também se teria recusado a jurar vassalagem ao imperador Aleixo I Comneno em Constantinopla, preferindo atravessar o Bósforo em segredo e sem o auxílio de Aleixo.
Ricardo foi um dos comandantes menores na batalha de Dorileia no Verão de 1097, e no ano seguinte auxiliou Boemundo no cerco de Antioquia. Nomeado senescal da Apúlia e Calábria pelo filho e sucessor de Guiscardo, Rogério Borsa, em 1100 foi derrotado, juntamente com o Boemundo de Taranto, na emboscada danismêndida da batalha de Melitene. Enviado ao imperador bizantino, este aprisionou-o em Constantinopla até o libertar em 1103.
No Inverno de 1104, Tancredo da Galileia nomeou Ricardo governador de Edessa durante a sua regência no condado, que durou até 1108. Durante este período, também realizou funções diplomáticas, viajando até à França e Itália e combinando o casamento de Boemundo com a princesa Constança de França.
Testemunha do Tratado de Devol de 1108 em que Boemundo se submeteu aos bizantinos, participou depois nas desastrosas campanhas deste contra Aleixo Comneno, talvez conspirando em segredo com o imperador contra o normando. Após a morte de Boemundo em 1111, Ricardo retirou-se para Marach, onde morreu num forte sismo a 29 de Novembro de 1114.
Do seu casamento com Altrude (filha de Godofredo, conde de Conversano) nasceram:
- Rogério de Salerno, que seria regente do Principado de Antioquia de 1112 a 1119;
- Maria de Altavila, segunda esposa do conde Joscelino I de Edessa.

## Bibliiografia
- A Norman-Italian Adventurer in the East: Richard of Salerno, George Beech, 1993